# Лагевники (гмина)
Лагевники (пол. Łagiewniki) — сельская гмина (волость) в Польше, входит как административная единица в Дзержонювский повет, Нижнесилезское воеводство. Население 7284 человека (на 2004 год).

## Демография
| Перепись                       | Всего   | Всего | Женщины | Женщины | Мужчины | Мужчины |
| ------------------------------ | ------- | ----- | ------- | ------- | ------- | ------- |
| Единицы                        | человек | %     | человек | %       | человек | %       |
| Население                      | 7284    | 100   | 3787    | 52      | 3497    | 48      |
| Плотность населения (чел./км²) | 58,5    | 58,5  | 30,4    | 30,4    | 28,1    | 28,1    |

## Сельские округа
1. Язвина
2. Лигота-Велька
3. Лагевники
4. Млыница
5. Олешна
6. Пшистроне
7. Радзикув
8. Ратайно
9. Сенявка
10. Сенице
11. Слупице
12. Сокольники
13. Стошув
14. Тшебник

## Поселения
1. Домашув
2. Янчовице
3. Кухары
4. Мнёвице
5. Улично

## Соседние гмины
1. Гмина Дзержонюв
2. Гмина Йорданув-Слёнски
3. Гмина Кондратовице
4. Гмина Марциновице
5. Гмина Немча
6. Гмина Собутка